# Quante volte mi sono girato a guardare il cielo
Quante volte mi sono girato a guardare il cielo è il primo album del cantante Teodosio Losito pubblicato nel 1988 dalla Panarecord.

## Tracce
Lato A
1. Nel cielo di Adamo
2. L'ultimo giovane
3. Il treno alle tre
4. È una radio privata

Lato B
1. A un soffio da te
2. Chiedi
3. Lacrime
4. Ma tu